# Das Nordschild
Die polnische Freimaurerloge Der Nordschild (auch: Tarczy Północnej na wschodzie Warszawy (na wschodzie Warszawy) oder Bouclier du Nord) wurde 1780 von der Loge Katharina unter dem Nordstern  in Warschau, Polen-Litauen gegründet. 
Die Loge trat 1784 dem Grand Orient du Royaume de Pologne et du Grand Duché de Lithuanie bei. Sie war französischsprachig. 1786 wurde sie mit der Loge Parfait Silence vereint und 1810 im Herzogtum Warschau wiedergegründet. 1821 wurde sie wie alle Freimaurerlogen in Kongresspolen vom Zaren aufgelöst.